# Бастедонов переулок
Бастедо́нов переулок — переулок в Выборгском районе Санкт-Петербурга. Проходит от Большого Сампсониевского проспекта в направлении Зеленко́ва переулка.

## История
Первоначальное название Бастидонтин переулок появилось в 1798 году, дано по фамилии домовладельца. С 1836 года назывался Бастидов переулок, с 1849 — Бастедонов переулок. 15 декабря 1952 года присвоено имя Конотопский переулок по городу Конотопу Сумской области Украины, в ряду улиц, названных в память об освобождении советских городов в годы Великой Отечественной войны. Упразднён 6 октября 1975 года, так как лишился проезжей части в результате застройки.
В июле 2010 года возвращено историческое название Бастедонов переулок.